# Шокрі Ель-Уаер
Шокрі Ель-Уаер (фр. Chokri El Ouaer, араб. شُكري الواعر, нар. 15 серпня 1966, Туніс) — туніський футболіст, що грав на позиції воротаря.
Виступав за клуби «Есперанс» та «Дженоа», а також національну збірну Тунісу.

## Клубна кар'єра
У дорослому футболі дебютував 1986 року виступами за команду клубу «Есперанс», в якій провів п'ятнадцять сезонів, взявши участь у 345 матчах чемпіонату. Більшість часу, проведеного у складі «Есперанса», був основним голкіпером команди.
Протягом 2001 року захищав кольори команди клубу «Дженоа».
Завершив професійну ігрову кар'єру у клубі «Есперанс», у складі якого вже виступав раніше. Прийшов до команди 2002 року та захищав її кольори до припинення виступів на професійному рівні у 2002.

## Виступи за збірну
1993 року дебютував в офіційних матчах у складі національної збірної Тунісу. Протягом кар'єри у національній команді, яка тривала 10 років, провів у формі головної команди країни 93 матчі. Проте не всі матчі за збірну визнає ФІФА.
У складі збірної був учасником Кубка африканських націй 1994 року у Тунісі, Кубка африканських націй 1996 року у ПАР, де разом з командою здобув «срібло», чемпіонату світу 1998 року у Франції, Кубка африканських націй 2000 року у Гані та Нігерії, Кубка африканських націй 2002 року у Малі.

## Титули і досягнення
- Срібний призер Кубка африканських націй: 1996